# Torre Titania
La Torre Titania, también conocida popularmente como nuevo Windsor, es el decimocuarto rascacielos más alto de Madrid (España). Está situado al sur del distrito de Tetuán, en el barrio de Cuatro Caminos, la torre se encuentra en el lado norte de la calle Raimundo Fernández Villaverde, en pleno centro de negocios de AZCA.

## Historia

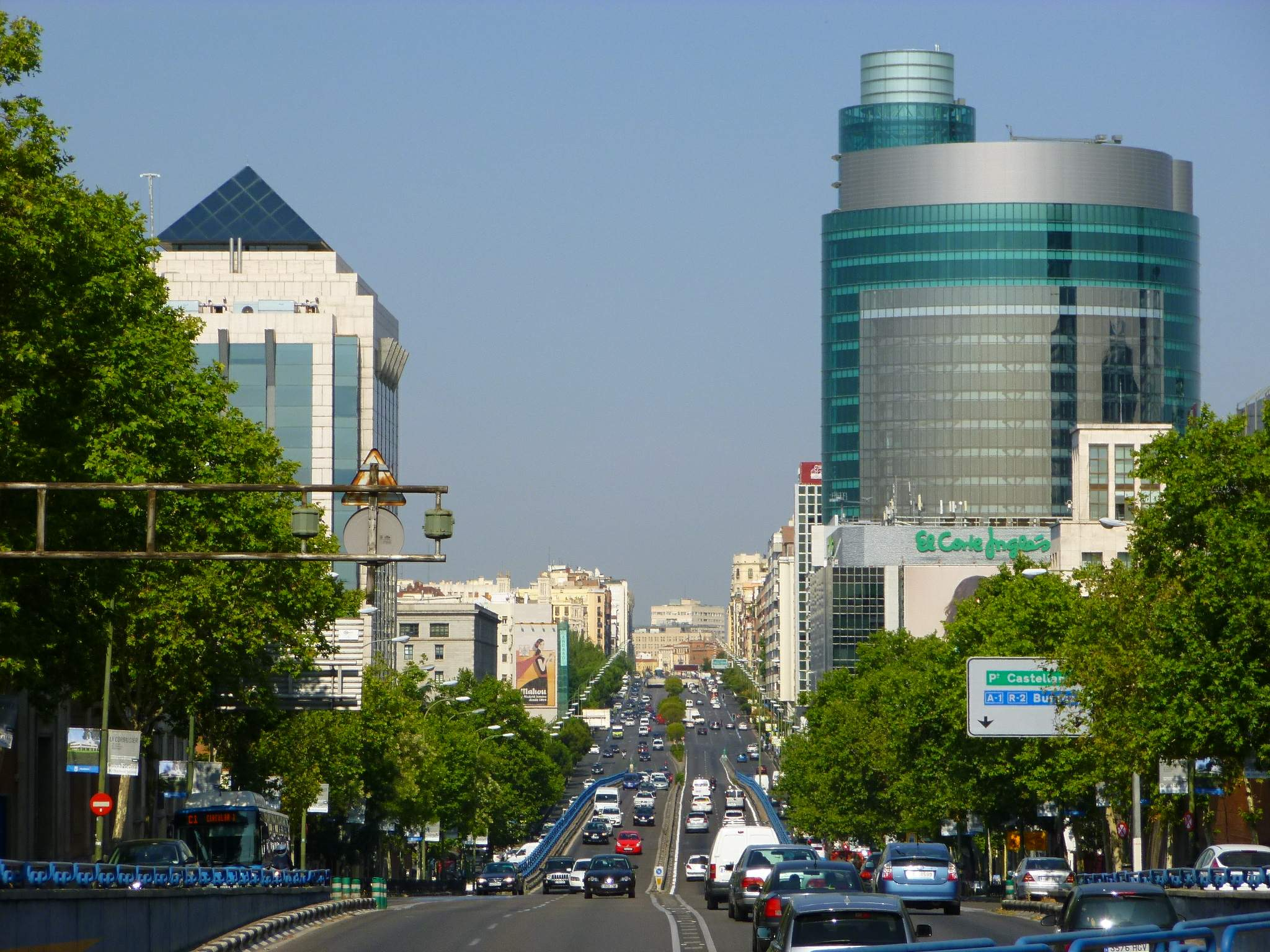
Vista desde la calle Joaquín Costa

La construcción comenzó a mediados de 2007, después del incendio de la Torre Windsor ocurrido en 2005, que ocupaba anteriormente el solar. La estructura de la torre fue diseñada por el ingeniero José Ignacio Viñals. Se amplió la cimentación y se reforzaron soportes de la torre en las plantas bajo rasante del aparcamiento existente, pues está desplazada respecto al antiguo edificio Windsor, y por lo tanto no servían para soportar la nueva torre. 
La estructura consta de un núcleo central de hormigón armado para resistir las acciones del viento, soportes mixtos de hormigón y acero y una estructura de vigas metálica y forjados mixtos en las plantas. 
Las primeras siete plantas albergan tiendas de El Corte Inglés. La torre fue inaugurada en octubre de 2011, y la fachada a principios de 2013, cuando fue retirada la grúa. El edificio tiene 22 plantas y una altura de 104 metros, y está situado en la calle Raimundo Fernández Villaverde, frente a los Nuevos Ministerios y muy próximo al paseo de la Castellana, dentro del complejo económico AZCA. 
En diciembre de 2016, la consultora EY trasladó su sede a la Torre Titania, donde ocupa 11 plantas para albergar a cerca de 2.000 profesionales. Se ha instalado un logo corporativo retroiluminado en la corona.